# Axiodes inangulata
Axiodes inangulata är en fjärilsart som beskrevs av W. Warren 1905. Axiodes inangulata ingår i släktet Axiodes och familjen mätare. Inga underarter finns listade i Catalogue of Life.